# (32660) 4826 P-L
4826 P-L (asteroide 32660) é um asteroide da cintura principal. Possui uma excentricidade de 0.08033120 e uma inclinação de 1.42843º.
Este asteroide foi descoberto no dia 24 de setembro de 1960 por Cornelis Johannes van Houten e Ingrid van Houten-Groeneveld e Tom Gehrels em Palomar.